# Neuvième circonscription de Seine-et-Marne
La neuvième circonscription de Seine-et-Marne est représentée dans la XVIIe législature par Céline Thiébault-Martinez, députée PS-NFP.

## Description géographique et démographique

La neuvième circonscription de Seine-et-Marne de 1988 à 2012

Dessinée selon la technique du camembert, la neuvième circonscription de Seine-et-Marne s'étend au centre-est du département et recouvre un territoire divers, allant de Pontault-Combault, ville située dans le cœur de l'agglomération parisienne aux territoires ruraux du canton de Mormant, en passant par le nord de la ville nouvelle de Sénart et des zones péri-urbaines. Elle est composée des cinq cantons ci-dessous :
- canton de Brie-Comte-Robert : 37 160 habitants
- canton de Combs-la-Ville : 42 459 habitants
- canton de Pontault-Combault : 32 886 habitants
- canton de Tournan-en-Brie : 23 825 habitants

La circonscription était peuplée de 157 871 habitants au recensement de 1999, soit une hausse de 15,83 % par rapport à 1990, lorsque 136 294 personnes y avaient été recensés.

## Description politique
La neuvième circonscription est une circonscription relativement ouverte, du fait même de sa construction, puisqu'elle regroupe, comme nous l'avons vu dans sa description géographique, des territoires très variés. C'est cela qui explique que la circonscription a, depuis sa création en 1988, jusqu'en 2002, changé de camp à chaque élection, suivant ainsi la tendance nationale.

## Historique des députations
| Législature | Début de mandat | Fin de mandat  | Député                    | Parti politique | Observations |
| ----------- | --------------- | -------------- | ------------------------- | --------------- | --- |
| IXe         | 23 juin 1988    | 1991           | Alain Vivien              | PS              | Démissionne en 1991 après sa nomination au gouvernement comme secrétaire d'État aux Affaires Étrangères. Est remplacé par son suppléant, Jacques Heuclin. |
| IXe         | 1991            | 1er avril 1993 | Jacques Heuclin           | PS              | Démissionne en 1991 après sa nomination au gouvernement comme secrétaire d'État aux Affaires Étrangères. Est remplacé par son suppléant, Jacques Heuclin. |
| Xe          | 2 avril 1993    | 21 avril 1997  | Jean-Pierre Cognat        | RPR             | Mandat écourté à la suite d'une dissolution parlementaire décidée par Jacques Chirac.                                                                     |
| XIe         | 12 juin 1997    | 18 juin 2002   | Jacques Heuclin           | PS              | |
| XIIe        | 19 juin 2002    | 19 juin 2007   | Guy Geoffroy              | UMP             | |
| XIIIe       | 20 juin 2007    | 19 juin 2012   | Guy Geoffroy              | UMP puis RS     | |
| XIVe        | 20 juin 2012    | 20 juin 2017   | Guy Geoffroy              | RS puis LR      | |
| XVe         | 21 juin 2017    | 21 juin 2022   | Michèle Peyron            | LREM            | |
| XVIe        | 22 juin 2022    | 9 juin 2024    | Michèle Peyron            | LREM            | Mandat écourté à la suite d'une dissolution parlementaire décidée par Emmanuel Macron.                                                                    |
| XVIIe       | 8 juillet 2024  | En cours       | Céline Thiébault-Martinez | PS              | |

### Élections de 1988
| Candidat       | Candidat                   | Parti          | Premier tour | Premier tour | Second tour | Second tour |  |
| Candidat       | Candidat                   | Parti          | Voix         | %            | Voix        | %           |  |
| -------------- | -------------------------- | -------------- | ------------ | ------------ | ----------- | ----------- |  |
|                | Alain Vivien sortant réélu | PS             | 21 519       | 47,36        | 26 814      | 56,23       |  |
|                | Jean Kirchheim             | RPR (URC)      | 14 578       | 32,08        | 20 870      | 43,77       |  |
|                | Gilbert Becquerelle        | FN             | 5 816        | 12,8         |             |             |  |
|                | Pierre Teyssandier         | PCF            | 3 526        | 7,76         |             |             |  |
|                |                            |                |              |              |             |             |  |
| Inscrits       | Inscrits                   | Inscrits       | 71 314       | 100,00       | 71 298      | 100,00      |  |
| Abstentions    | Abstentions                | Abstentions    | 25 236       | 35,39        | 22 590      | 31,68       |  |
| Votants        | Votants                    | Votants        | 46 078       | 64,61        | 48 708      | 68,32       |  |
| Blancs et nuls | Blancs et nuls             | Blancs et nuls | 639          | 1,39         | 1 024       | 2,1         |  |
| Exprimés       | Exprimés                   | Exprimés       | 45 439       | 98,61        | 47 684      | 97,9        |  |

Le suppléant d'Alain Vivien était Jacques Heuclin, maire de Pontault-Combault. Il remplaça Alain Vivien, nommé membre du gouvernement, du 18 juin 1991 au 1er avril 1993.

### Élections de 1993
| Candidat       | Candidat                 | Parti          | Premier tour | Premier tour | Second tour | Second tour |  |
| Candidat       | Candidat                 | Parti          | Voix         | %            | Voix        | %           |  |
| -------------- | ------------------------ | -------------- | ------------ | ------------ | ----------- | ----------- |  |
|                | Jean-Pierre Cognat élu   | RPR            | 11 410       | 21,72        | 27 345      | 54,02       |  |
|                | Jacques Heuclin          | PS (ADFP)      | 10 788       | 20,54        | 23 279      | 45,98       |  |
|                | Jean-Christophe Collette | FN             | 8 841        | 16,83        |             |             |  |
|                | Maurice Mollard          | UDF (CDS)      | 8 070        | 15,36        |             |             |  |
|                | Jean Calvet              | GÉ (EÉ)        | 5 724        | 10,9         |             |             |  |
|                | Thierry Sovy             | PCF            | 3 541        | 6,74         |             |             |  |
|                | Claudine Moschetti       | LT-LNÉ         | 1 868        | 3,56         |             |             |  |
|                | Guy Mouney               | LO             | 1 176        | 2,24         |             |             |  |
|                | Marie Raye               | RDRP           | 392          | 0,75         |             |             |  |
|                | Thi To Nga Hassen        | UDI            | 381          | 0,73         |             |             |  |
|                | Jean-Marc Ebel           | PLN            | 281          | 0,54         |             |             |  |
|                | Lucien Daste             | Divers         | 50           | 0,1          |             |             |  |
|                | Bernard Chapnik          | LO             | 0            | 0            |             |             |  |
|                |                          |                |              |              |             |             |  |
| Inscrits       | Inscrits                 | Inscrits       | 81 893       | 100,00       | 81 887      | 100,00      |  |
| Abstentions    | Abstentions              | Abstentions    | 26 624       | 32,51        | 26 387      | 32,22       |  |
| Votants        | Votants                  | Votants        | 55 269       | 67,49        | 55 500      | 67,78       |  |
| Blancs et nuls | Blancs et nuls           | Blancs et nuls | 2 747        | 4,97         | 4 876       | 8,79        |  |
| Exprimés       | Exprimés                 | Exprimés       | 52 522       | 95,03        | 50 624      | 91,21       |  |

Le suppléant de Jean-Pierre Cognat était Marc Noé, conseiller général du canton de Brie-Comte-Robert, maire de Soignolles-en-Brie.

### Élections de 1997
| Candidat       | Candidat                   | Parti             | Premier tour | Premier tour | Second tour | Second tour |  |
| Candidat       | Candidat                   | Parti             | Voix         | %            | Voix        | %           |  |
| -------------- | -------------------------- | ----------------- | ------------ | ------------ | ----------- | ----------- |  |
|                | Jacques Heuclin élu        | PS                | 16 495       | 30,73        | 29 693      | 52,59       |  |
|                | Jean-Pierre Cognat sortant | RPR               | 14 299       | 26,64        | 26 769      | 47,41       |  |
|                | Jean-Christophe Collette   | FN                | 9 303        | 17,33        |             |             |  |
|                | Martial Gélinat            | PCF               | 3 399        | 6,33         |             |             |  |
|                | Guy Mouney                 | LO                | 1 943        | 3,62         |             |             |  |
|                | Georges Aimé               | LDI (MPF)         | 1 693        | 3,15         |             |             |  |
|                | Karima Benharrat           | Les Verts         | 1 556        | 2,9          |             |             |  |
|                | Fabrice Martinez           | GÉ                | 1 449        | 2,7          |             |             |  |
|                | Jean Calvet                | Divers écologiste | 1 221        | 2,27         |             |             |  |
|                | Guy Marchand               | Divers droite     | 1 202        | 2,24         |             |             |  |
|                | Boris Fedorovsky           | MÉI               | 383          | 0,71         |             |             |  |
|                | Daniel Le Goff             | Extrême droite    | 373          | 0,69         |             |             |  |
|                | Sophie Bouju               | IR                | 355          | 0,66         |             |             |  |
|                | Sylvie Vente               | Divers écologiste | 0            | 0            |             |             |  |
|                |                            |                   |              |              |             |             |  |
| Inscrits       | Inscrits                   | Inscrits          | 86 688       | 100,00       | 86 681      | 100,00      |  |
| Abstentions    | Abstentions                | Abstentions       | 30 425       | 35,1         | 26 668      | 30,77       |  |
| Votants        | Votants                    | Votants           | 56 263       | 64,9         | 60 013      | 69,23       |  |
| Blancs et nuls | Blancs et nuls             | Blancs et nuls    | 2 592        | 4,61         | 3 551       | 5,92        |  |
| Exprimés       | Exprimés                   | Exprimés          | 53 671       | 95,39        | 56 462      | 94,08       |  |

Le suppléant de Jacques Heuclin était Jean-Jacques Fournier, entrepreneur, maire de Moissy-Cramayel, Président de la Communauté d'agglomération de Sénart.

### Élections de 2002
| Candidat       | Candidat                | Parti            | Premier tour | Premier tour | Second tour | Second tour |  |
| Candidat       | Candidat                | Parti            | Voix         | %            | Voix        | %           |  |
| -------------- | ----------------------- | ---------------- | ------------ | ------------ | ----------- | ----------- |  |
|                | Guy Geoffroy élu        | UMP              | 20 558       | 35,14        | 28 284      | 52,7        |  |
|                | Jacques Heuclin sortant | PS               | 19 548       | 33,41        | 25 385      | 47,3        |  |
|                | Yannick Guillo          | FN               | 7 677        | 13,12        |             |             |  |
|                | Dominique Rodriguez     | UDF              | 3 645        | 6,23         |             |             |  |
|                | Jean Calvet             | Les Verts        | 1 595        | 2,73         |             |             |  |
|                | Antoine Blocier         | PCF              | 1 331        | 2,28         |             |             |  |
|                | Jean-Michel Richard     | LCR              | 899          | 1,54         |             |             |  |
|                | René Lefèvre            | MNR              | 610          | 1,04         |             |             |  |
|                | Elodie Broch            | LO               | 582          | 0,99         |             |             |  |
|                | Anne Corre              | GÉ               | 440          | 0,75         |             |             |  |
|                | Dominique Viet          | Pôle républicain | 347          | 0,59         |             |             |  |
|                | Boris Fedorovsky        | MÉI              | 336          | 0,57         |             |             |  |
|                | Jean-Louis Muzart       | CPNT             | 322          | 0,55         |             |             |  |
|                | Guy Desvignes           | PT               | 271          | 0,46         |             |             |  |
|                | Annick Rannou           | MPF              | 227          | 0,39         |             |             |  |
|                | Jean-Christophe Vincent | Divers           | 117          | 0,2          |             |             |  |
|                | Joëlle Collin           | Divers           | 0            | 0            |             |             |  |
|                |                         |                  |              |              |             |             |  |
| Inscrits       | Inscrits                | Inscrits         | 94 208       | 100,00       | 94 210      | 100,00      |  |
| Abstentions    | Abstentions             | Abstentions      | 34 716       | 36,85        | 38 763      | 41,15       |  |
| Votants        | Votants                 | Votants          | 59 492       | 63,15        | 55 447      | 58,85       |  |
| Blancs et nuls | Blancs et nuls          | Blancs et nuls   | 987          | 1,66         | 1 778       | 3,21        |  |
| Exprimés       | Exprimés                | Exprimés         | 58 505       | 98,34        | 53 669      | 96,79       |  |

La suppléante de Guy Geoffroy était Monique Hauer, de Pontault-Combault.

### Élections de 2007
| Candidat       | Candidat                   | Parti          | Premier tour | Premier tour | Second tour | Second tour |  |
| Candidat       | Candidat                   | Parti          | Voix         | %            | Voix        | %           |  |
| -------------- | -------------------------- | -------------- | ------------ | ------------ | ----------- | ----------- |  |
|                | Guy Geoffroy sortant réélu | UMP            | 28 399       | 47,09        | 31 098      | 54,56       |  |
|                | Jacques Heuclin            | PS             | 16 919       | 28,06        | 25 895      | 45,44       |  |
|                | Yannick Guillo             | UDF–MoDem      | 4 841        | 8,03         |             |             |  |
|                | Martine Clément-Launay     | FN             | 2 917        | 4,84         |             |             |  |
|                | Michèle Tsévery            | Les Verts      | 1 767        | 2,93         |             |             |  |
|                | Rolande Chauley            | LCR            | 1 637        | 2,71         |             |             |  |
|                | Antoine Blocier            | PCF            | 1 382        | 2,29         |             |             |  |
|                | Thierry Ferret             | MPF            | 696          | 1,15         |             |             |  |
|                | Jocelyne Lagarde           | LT-LNÉ         | 684          | 1,13         |             |             |  |
|                | Anne de La Torre           | LO             | 429          | 0,71         |             |             |  |
|                | Frédéric Romet             | Divers         | 329          | 0,55         |             |             |  |
|                | Arlette Brenet             | MNR            | 305          | 0,51         |             |             |  |
|                |                            |                |              |              |             |             |  |
| Inscrits       | Inscrits                   | Inscrits       | 107 419      | 100,00       | 107 418     | 100,00      |  |
| Abstentions    | Abstentions                | Abstentions    | 46 069       | 42,89        | 48 989      | 45,61       |  |
| Votants        | Votants                    | Votants        | 61 350       | 57,11        | 58 429      | 54,39       |  |
| Blancs et nuls | Blancs et nuls             | Blancs et nuls | 1 045        | 1,7          | 1 436       | 2,46        |  |
| Exprimés       | Exprimés                   | Exprimés       | 60 305       | 98,3         | 56 993      | 97,54       |  |

### Élections de 2012
|                          |                          |                          | Premier tour | Premier tour | Second tour | Second tour |
| ------------------------ | ------------------------ | ------------------------ | ------------ | ------------ | ----------- | ----------- |
| Inscrits                 | Inscrits                 | Inscrits                 | 82 229       |              | 82 227      |             |
| Abstentions              | Abstentions              | Abstentions              | 37 827       | 46 %         | 38 771      | 47,15 %     |
| Votants                  | Votants                  | Votants                  | 44 402       | 54 %         | 43 456      | 52,85 %     |
|                          |                          |                          |              |              |             |             |
| Bulletins enregistrés    | Bulletins enregistrés    | Bulletins enregistrés    | 44 402       |              | 43 456      |             |
| Bulletins blancs ou nuls | Bulletins blancs ou nuls | Bulletins blancs ou nuls | 521          | 1,17 %       | 1 062       | 2,44 %      |
| Suffrages exprimés       | Suffrages exprimés       | Suffrages exprimés       | 43 881       | 98,83 %      | 42 394      | 97,56 %     |
|                          |                          |                          |              |              |             |             |
|                          | Candidat                 | Parti                    | Suffrages    | Pourcentage  | Suffrages   | Pourcentage |
|                          | Guy Geoffroy             | UMP                      | 15 372       | 35,03 %      | 21 715      | 51,22 %     |
|                          | Sébastien Podevyn        | PS                       | 15 106       | 34,42 %      | 20 679      | 48,78 %     |
|                          | Martine Clément-Launay   | FN                       | 7 290        | 16,61 %      |             |             |
|                          | Delphine Heuclin         | FDG                      | 2 784        | 6,34 %       |             |             |
|                          | Rose De La Fuente        | EELV                     | 1 242        | 2,83 %       |             |             |
|                          | Nadine Lopes             | MRC                      | 807          | 1,84 %       |             |             |
|                          | Candice Maury            | DLR                      | 561          | 1,28 %       |             |             |
|                          | Patrick Cadet            | AEI                      | 359          | 0,82 %       |             |             |
|                          | Florentin Lesellier      | SP                       | 196          | 0,45 %       |             |             |
|                          | Florence Woods           | LO                       | 164          | 0,37 %       |             |             |

### Élections de 2017
|                                                                                |                                                                                       |                           |                           |                          |                          |
|                                                                                |                                                                                       | Premier tour 11 juin 2017 | Premier tour 11 juin 2017 | Second tour 18 juin 2017 | Second tour 18 juin 2017 |
|                                                                                |                                                                                       |                           |                           |                          |                          |
|                                                                                |                                                                                       | Nombre                    | % des inscrits            | Nombre                   | % des inscrits           |
| Inscrits                                                                       | Inscrits                                                                              | 85 972                    | 100,00                    | 85 973                   | 100,00                   |
| Abstentions                                                                    | Abstentions                                                                           | 48 272                    | 56,15                     | 54 580                   | 63,49                    |
| Votants                                                                        | Votants                                                                               | 37 700                    | 43,85                     | 31 393                   | 36,51                    |
|                                                                                |                                                                                       |                           | % des votants             |                          | % des votants            |
| Bulletins blancs                                                               | Bulletins blancs                                                                      | 428                       | 1,14                      | 2 320                    | 7,39                     |
| Bulletins nuls                                                                 | Bulletins nuls                                                                        | 125                       | 0,33                      | 769                      | 2,45                     |
| Suffrages exprimés                                                             | Suffrages exprimés                                                                    | 37 147                    | 98,53                     | 28 304                   | 90,16                    |
|                                                                                |                                                                                       |                           |                           |                          |                          |
| Candidat Étiquette politique (partis et alliances)                             | Candidat Étiquette politique (partis et alliances)                                    | Voix                      | % des exprimés            | Voix                     | % des exprimés           |
|                                                                                |                                                                                       |                           |                           |                          |                          |
|                                                                                | Michèle Peyron La République en marche                                                | 13 370                    | 35,99                     | 15 361                   | 54,27                    |
|                                                                                | Guy Geoffroy (député sortant) Les Républicains (Union des démocrates et indépendants) | 7 268                     | 19,57                     | 12 943                   | 45,73                    |
|                                                                                | Pascal Fiandrin Front national                                                        | 5 295                     | 14,25                     |                          |                          |
|                                                                                | Delphine Heuclin La France insoumise                                                  | 4 709                     | 12,68                     |                          |                          |
|                                                                                | Monique Delessard Parti socialiste                                                    | 2 507                     | 6,75                      |                          |                          |
|                                                                                | Fernande Trezentos Oliveira Europe Écologie Les Verts                                 | 1 147                     | 3,09                      |                          |                          |
|                                                                                | Pascal Robert Debout la France                                                        | 1 004                     | 2,70                      |                          |                          |
|                                                                                | Elsa Martin Parti communiste français                                                 | 628                       | 1,69                      |                          |                          |
|                                                                                | Nathalie Maurize Parti animaliste                                                     | 379                       | 1,02                      |                          |                          |
|                                                                                | Mélina Da Rocha Union populaire républicaine                                          | 305                       | 0,82                      |                          |                          |
|                                                                                | François Verret Parti pour la décroissance                                            | 275                       | 0,74                      |                          |                          |
|                                                                                | Florence Woods Lutte ouvrière                                                         | 178                       | 0,48                      |                          |                          |
|                                                                                | Daniel Martin Parti ouvrier indépendant                                               | 82                        | 0,22                      |                          |                          |
| Source : Ministère de l'Intérieur - Neuvième circonscription de Seine-et-Marne |                                                                                       |                           |                           |                          |                          |

### Élections de 2022
|                                                                                |                                                                                  |                           |                           |                          |                          |
|                                                                                |                                                                                  | Premier tour 12 juin 2022 | Premier tour 12 juin 2022 | Second tour 19 juin 2022 | Second tour 19 juin 2022 |
|                                                                                |                                                                                  |                           |                           |                          |                          |
|                                                                                |                                                                                  | Nombre                    | % des inscrits            | Nombre                   | % des inscrits           |
| Inscrits                                                                       | Inscrits                                                                         | 86 229                    | 100                       | 86 253                   | 100                      |
| Abstentions                                                                    | Abstentions                                                                      | 48 935                    | 56,75                     | 50 191                   | 58,19                    |
| Votants                                                                        | Votants                                                                          | 37 294                    | 43,25                     | 36 062                   | 41,81                    |
|                                                                                |                                                                                  |                           | % des votants             |                          | % des votants            |
| Bulletins blancs                                                               | Bulletins blancs                                                                 | 592                       | 1,59                      | 2 181                    | 6,05                     |
| Bulletins nuls                                                                 | Bulletins nuls                                                                   | 163                       | 0,44                      | 718                      | 1,99                     |
| Suffrages exprimés                                                             | Suffrages exprimés                                                               | 36 539                    | 97,98                     | 33 163                   | 91,96                    |
|                                                                                |                                                                                  |                           |                           |                          |                          |
| Candidat Étiquette politique (partis et alliances)                             | Candidat Étiquette politique (partis et alliances)                               | Voix                      | % des exprimés            | Voix                     | % des exprimés           |
|                                                                                |                                                                                  |                           |                           |                          |                          |
|                                                                                | Pascal Novais Nouvelle Union populaire écologique et sociale La France insoumise | 9 919                     | 27,15                     | 15 709                   | 47,37                    |
|                                                                                | Michèle Peyron (députée sortante) La République en marche (Ensemble)             | 9 112                     | 24,94                     | 17 454                   | 52,63                    |
|                                                                                | Nicolas Goury Rassemblement national                                             | 8 004                     | 21,91                     |                          |                          |
|                                                                                | Guy Geoffroy Les Républicains                                                    | 4 259                     | 11,66                     |                          |                          |
|                                                                                | Bruno-Charles Delalandre Reconquête!                                             | 1 603                     | 4,39                      |                          |                          |
|                                                                                | Nathalie Maurize Parti animaliste                                                | 1 196                     | 3,27                      |                          |                          |
|                                                                                | Pascal Robert Debout la France                                                   | 586                       | 1,60                      |                          |                          |
|                                                                                | Pierre Moretti Résistons!                                                        | 522                       | 1,43                      |                          |                          |
|                                                                                | Laurent Simonpietri Parti animaliste                                             | 480                       | 1,31                      |                          |                          |
|                                                                                | Kamal Valcin France plurielle                                                    | 299                       | 0,82                      |                          |                          |
|                                                                                | Florence Woods Lutte ouvrière                                                    | 253                       | 0,69                      |                          |                          |
|                                                                                | Jérôme Bui Parti ouvrier indépendant démocratique                                | 199                       | 0,63                      |                          |                          |
|                                                                                | Charles Tarnier République souveraine                                            | 77                        | 0,21                      |                          |                          |
| Source : Ministère de l'Intérieur - Neuvième circonscription de Seine-et-Marne |                                                                                  |                           |                           |                          |                          |

Le suppléant de Michèle Peyron est Hugues Marcelot, maire de Liverdy-en-Brie.

### Élections de 2024
| Candidats                | Candidats                 | Parti et coalition       | Nuance                   | Premier tour | Premier tour | Second tour | Second tour |
| Candidats                | Candidats                 | Parti et coalition       | Nuance                   | Voix         | %            | Voix        | %           |
| ------------------------ | ------------------------- | ------------------------ | ------------------------ | ------------ | ------------ | ----------- | ----------- |
|                          | Morgann Vanacker          | RN                       | RN                       | 19 748       | 35,52        | 23 958      | 46,35       |
|                          | Céline Thiébault-Martinez | PS (NFP)                 | UG                       | 16 475       | 29,63        | 27 726      | 53,65       |
|                          | Michèle Peyron            | RE - TdP (ENS)           | ENS                      | 11 984       | 21,56        | Retrait     | Retrait     |
|                          | Franck Denion             | LR diss.                 | DVD                      | 3 827        | 6,88         |             |             |
|                          | Marie-Pierre Chevallier   | LMPA (TUPV)              | REG                      | 1 739        | 3,13         |             |             |
|                          | Kamal Valcin              | FP'A                     | REG                      | 774          | 1,39         |             |             |
|                          | Bruno-Charles Delalandre  | REC                      | REC                      | 623          | 1,12         |             |             |
|                          | Florence Woods            | LO                       | EXG                      | 424          | 0,76         |             |             |
|                          |                           |                          |                          |              |              |             |             |
| Votes valides            | Votes valides             | Votes valides            | Votes valides            | 55 594       | 97,79        | 51 684      | 91,46       |
| Votes blancs             | Votes blancs              | Votes blancs             | Votes blancs             | 973          | 1,71         | 3 915       | 6,93        |
| Votes nuls               | Votes nuls                | Votes nuls               | Votes nuls               | 282          | 0,50         | 911         | 1,61        |
| Total                    | Total                     | Total                    | Total                    | 56 849       | 100          | 56 510      | 100         |
| Abstention               | Abstention                | Abstention               | Abstention               | 30 886       | 35,20        | 31 263      | 35,62       |
| Inscrits / participation | Inscrits / participation  | Inscrits / participation | Inscrits / participation | 87 735       | 64,80        | 87 773      | 64,38       |